# Нортон (залив)
Нортон (англ. Norton Bay) — залив водный путь, расположенный к северо-западу от залива Нортон-Саунд, около полуострова Сьюарда и зоны переписи населения Ном на Аляске. В Нортон впадают реки Квик, Квиниук и Тубутулик. Площадь поверхности — 2680 км².
Официально название Нортон закрепилось за заливом в 1859 году, когда исследовалось побережье Аляски. Заливы Нортон и Нортон-Саунд были обнаружены капитаном Джеймсом Куком в 1778 году и названы в честь сэра Флетчера Нортона, спикера палаты общин Великобритании.

## География
На северном берегу залива расположена гора Квикталик (370 метров), у входа в бухту находится мыс Ном. Капитан Михаил Дмитриевич Тебеньков был управляющим российско-американской компании и правителем Русской Америки в 1845—1850; в 1831 году он был в заливе и обнаружил там бухту, которая по сей день носит его имя.

## Геология
Залив Нортон и прибрежные регионы развивались в течение мелового периода: это проявляется в виде месторождений конгломератов, песчаников и сланцев.

## Месторождения золота
В самом заливе золота обнаружено не было, однако есть вероятность, что золото будет найдено в районе рек Квинтук, Тубутулик и Квик, впадающих в залив.

## Достопримечательности
Национальный исторический памятник Иятайет расположен на северо-западном берегу мыса Денби в заливе Нортон. Во время раскопок было обнаружено, что найденные артефакты датируются 500 г. до н. э.—300 г. н. э.

## Резервация
Резервация Нортон-Бей была создана в 1917 году и занимает площадь около 140 000 га. Данная резервация расположена к юго-востоку от Нома и охватывает прибрежную зону залива Нортон.